# Omul făcut bucăți
„Omul făcut bucăți” (în engleză The Man that was Used Up), subintitulată uneori „O poveste despre recenta campanie împotriva triburilor bugaboo și kickapoo” (în engleză A Tale of the Late Bugaboo and Kickapoo Campaign), este o povestire satirică a scriitorului american Edgar Allan Poe, publicată pentru prima dată în august 1839 în Burton's Gentleman's Magazine.

## Rezumat
Această povestire este despre un anume general de brigadă, John A.B.C. Smith, care a participat la războiul împotriva triburilor Bugaboo și Kickapoo. Acțiunea urmărește un narator anonim, care vrea să afle cine este acest personaj cu adevărat. Întrebând mai multe persoane, nici una nu a reușit să îi dea răspunsul în întregime. Într-un final, acesta s-a hotărât să meargă la general pentru a afla direct de la dânsul. 
În camera acestuia, pe podea, „zăcea un morman de ceva nespus de bizar”, care mai târziu se dovedi a fi chiar generalul, ce trebuia asamblat piesă cu piesă. Într-un final, naratorul înțelese că generalul de brigadă John A.B.C. Smith era „omul făcut bucăți”.

## Lista personajelor
- Naratorul anonim
- Generalul de brigadă John A.B.C. Smith
- Domnișoara Tabitha T.
- Doctorul Drummummupp
- Domnișoara Arabella Cognoscenti
- Domnișoara Miranda Cognoscenti
- Tragedianul Climax
- Văduva Kathleen O'Trump
- Doamna Pirouette
- Domnișoara Bas-Bleu
- Domnul Theodore Sinivate

## Istoricul publicării

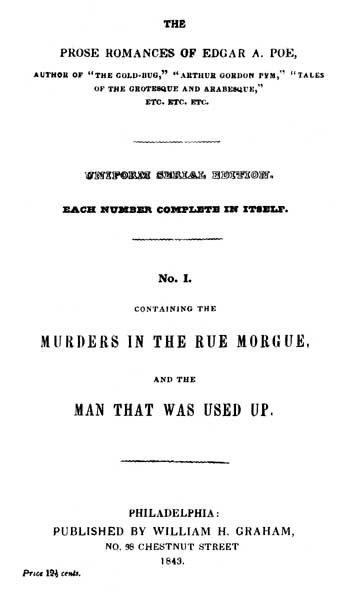
The Prose Romances of Edgar A. Poe, No. I, William H. Graham, Philadelphia, 1843.

Povestirea „Omul făcut bucăți” a fost publicată pentru prima oară în ediția din august 1839 a revistei Burton's Gentleman's Magazine, fiind inclusă apoi în volumul Tales of the Grotesque and Arabesque (1840). În anul 1843, Poe a avut ideea de a tipări o serie de broșuri cu povestirile sale, dar a tipărit doar una singură: „Omul făcut bucăți” a apărut cu „Crimele din Rue Morgue”. Ea s-a vândut la prețul de 12,5 cenți.
Prima traducere în limba română a fost realizată de către Petre Solomon și publicată sub titlul „Omul făcut bucăți” în volumul Mellonta Tauta, tipărit în 1968 de Editura Tineretului din București, pp. 157-169. Ea a fost reeditată în volumele E.A. Poe, Prăbușirea Casei Usher. Schițe, nuvele, povestiri (Editura Univers, București, 1990, pp. 307-315) și E.A. Poe, Masca Morții Roșii. Schițe, nuvele, povestiri (Editura Polirom, Iași, 2003, pp. 374-380). Alte traduceri au fost realizate de Florența Drăghicescu (publicată sub titlul „Omul făcut din bucăți” în volumul Scurtă discuție cu o mumie, editat în 2005 de Editura Minerva din București) și de Liviu Cotrău (publicată sub titlul „Omul făcut bucăți. O poveste despre recenta campanie împotriva triburilor bugaboo și kickapoo” în volumul Masca Morții Roșii: schițe, nuvele, povestiri (1831-1842), editat în 2012 de Editura Polirom din Iași).